# Haunted House (EP)
Haunted House è il terzo EP del gruppo musicale australiano Knife Party, pubblicato il 6 maggio 2013 dalla Earstorm Records.

## Il disco
Annunciato dal gruppo già dall'8 agosto 2012, nell'EP avrebbe dovuto essere presente un brano intitolato Baghdad, rimpiazzato da una VIP di Internet Friends in seguito a un comunicato del gruppo diffuso dal 16 aprile 2013.
Il 27 aprile 2013 è stata pubblicata la copertina dell'EP attraverso la loro pagina Facebook, mentre due giorni più tardi è stata annunciata l'uscita dello stesso per il 6 maggio.
Il 5 maggio l'EP è stato caricato e reso disponibile in versione integrale negli account ufficiali YouTube e SoundCloud dei Knife Party. Power Glove ha esordito alla 38ª posizione nella classifica scozzese e alla posizione 43 in quella britannica il 12 maggio 2013.

## Tracce
Musiche di Rob Swire e Gareth McGrillen.
1. Power Glove – 4:21
2. LRAD – 5:15
3. EDM Death Machine – 4:23
4. Internet Friends VIP – 5:01

## Classifiche
| Classifica (2013)              | Posizione massima |
| ------------------------------ | ----------------- |
| Canada                         | 17                |
| Stati Uniti                    | 37                |
| Stati Uniti (dance/electronic) | 1                 |